# Armenier in Aserbaidschan

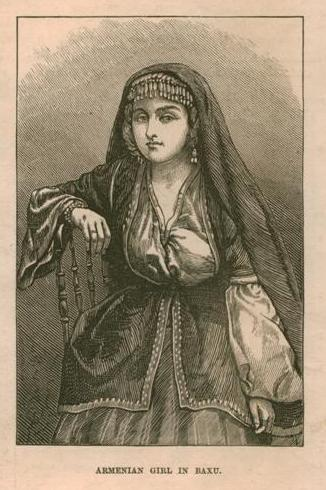
Junge Armenierin in Baku, The Illustrated London News, 1873

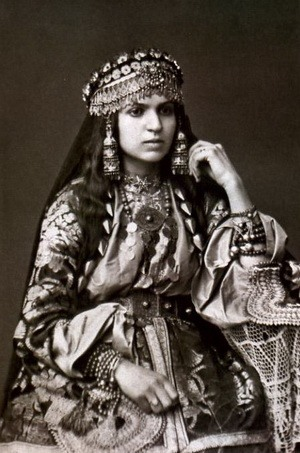
Junge Armenierin in Schamachi, Ende 19. Jh.

Die Armenier in Aserbaidschan waren Staatsbürger der Sowjetunion mit armenischer Herkunft und ostarmenischer, in den Städten aber oft russischer Muttersprache, die in der Aserbaidschanischen Sozialistischen Sowjetrepublik lebten und traditionell meist der Armenischen Apostolischen Kirche angehörten. 1979 lebten in der Aserbaidschanischen SSR etwa 475.500 Menschen, die sich als Armenier erklärten, etwa 7,9 % der Bevölkerung, davon 215.807 in der Hauptstadt Baku, wo sie 14,1 % der Bevölkerung ausmachten. Ebenfalls viele Armenier gab es in Sumgait, wo es etwa jeder Fünfzehnte war, und in Kirowabad mit 40.354 Menschen und 17,5 %. In der Autonomen Oblast Bergkarabach waren 1989 von 187.769 Einwohnern 145.403 Armenier, also 77,4 %, während der nördlich davon gelegene Rajon Schaumjan fast ganz armenischsprachig war. Während des Bergkarabachkonflikts kamen bei den Pogromen in Sumgait (1988), Kirowabad (1988) und Baku (1990) mehrere hundert Armenier ums Leben. Zwischen 1988 und 1994 mussten fast alle Armenier das von der Republik Aserbaidschan kontrollierte Gebiet verlassen und fanden in Armenien oder der Republik Bergkarabach (siehe Republik Arzach) Zuflucht – ähnlich, wie in umgekehrter Richtung so gut wie alle Aserbaidschaner aus Armenien und Bergkarabach vertrieben wurden. Von den 146.600 Einwohnern der Republik Arzach laut Volkszählung 2012 waren über 99 % Armenier. Die Zahl der Armenier im Herrschaftsgebiet der Republik Aserbaidschan belief sich dagegen im Jahre 1999 auf weniger als 3000 Menschen, die mehrheitlich mit Personen aserbaidschanischer ethnischer Identität verheiratet oder gemischter Herkunft waren. Angesichts der offiziell propagierten Armenierfeindlichkeit war es in Aserbaidschan schon damals nicht möglich, seine armenische Identität preiszugeben. Im September 2023 eroberte Aserbaidschan Bergkarabach, worauf die Armenier flohen, teilweise nach Berichten auch vertrieben und evakuiert wurden.

## Geschichte

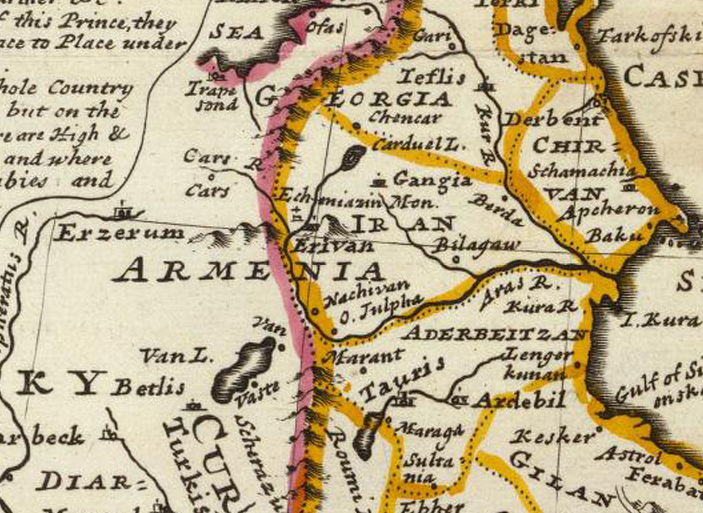
Nördlich des Arax: Iranisch Armenien mit Erivan, Chirvan mit Baku; südlich des Arax: Aderbeitzan mit Tauris (Täbris), H. Moll Geographer, London 1736.

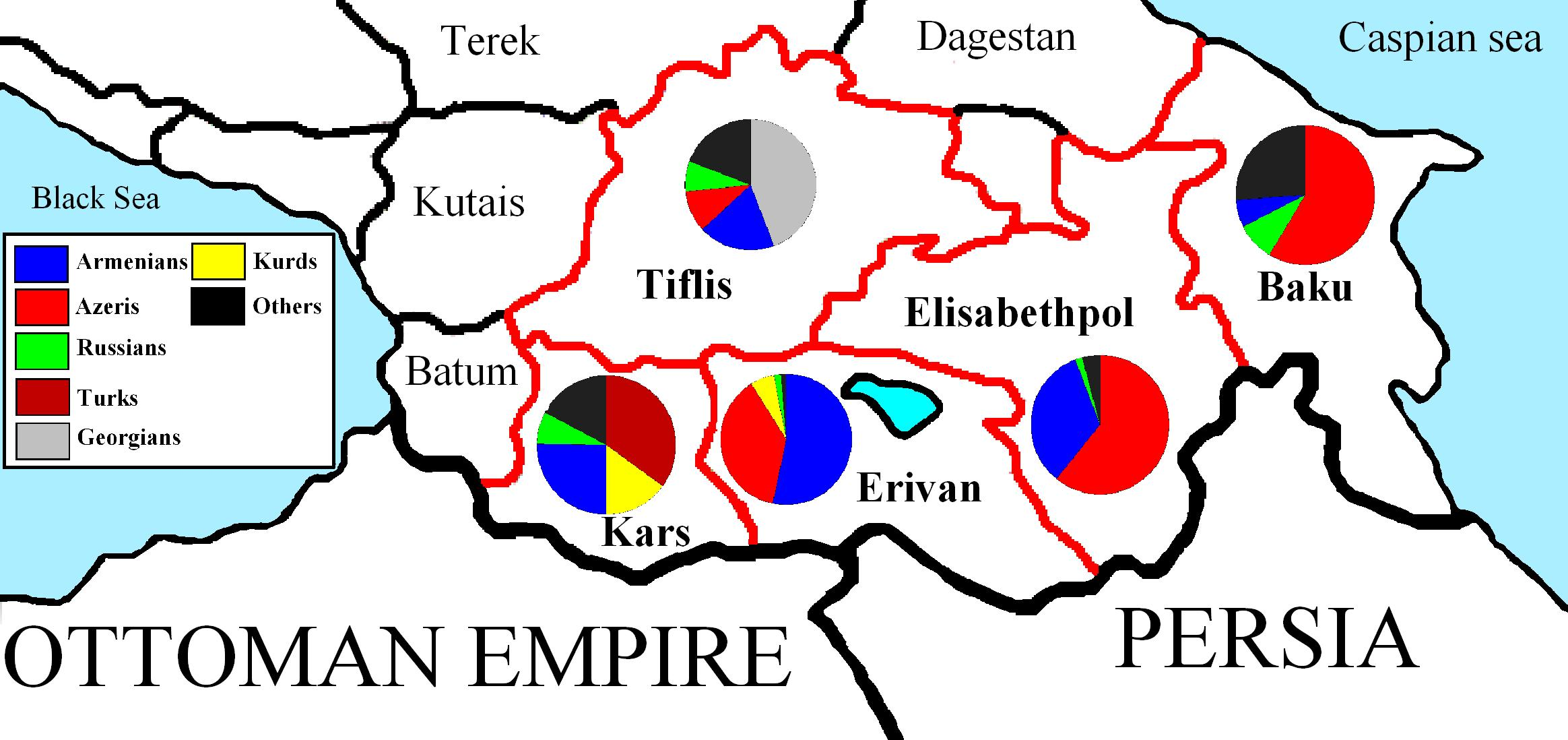
Ethnische Zusammensetzung der Bevölkerung in den russischen Provinzen Transkaukasiens nach der Volkszählung 1897

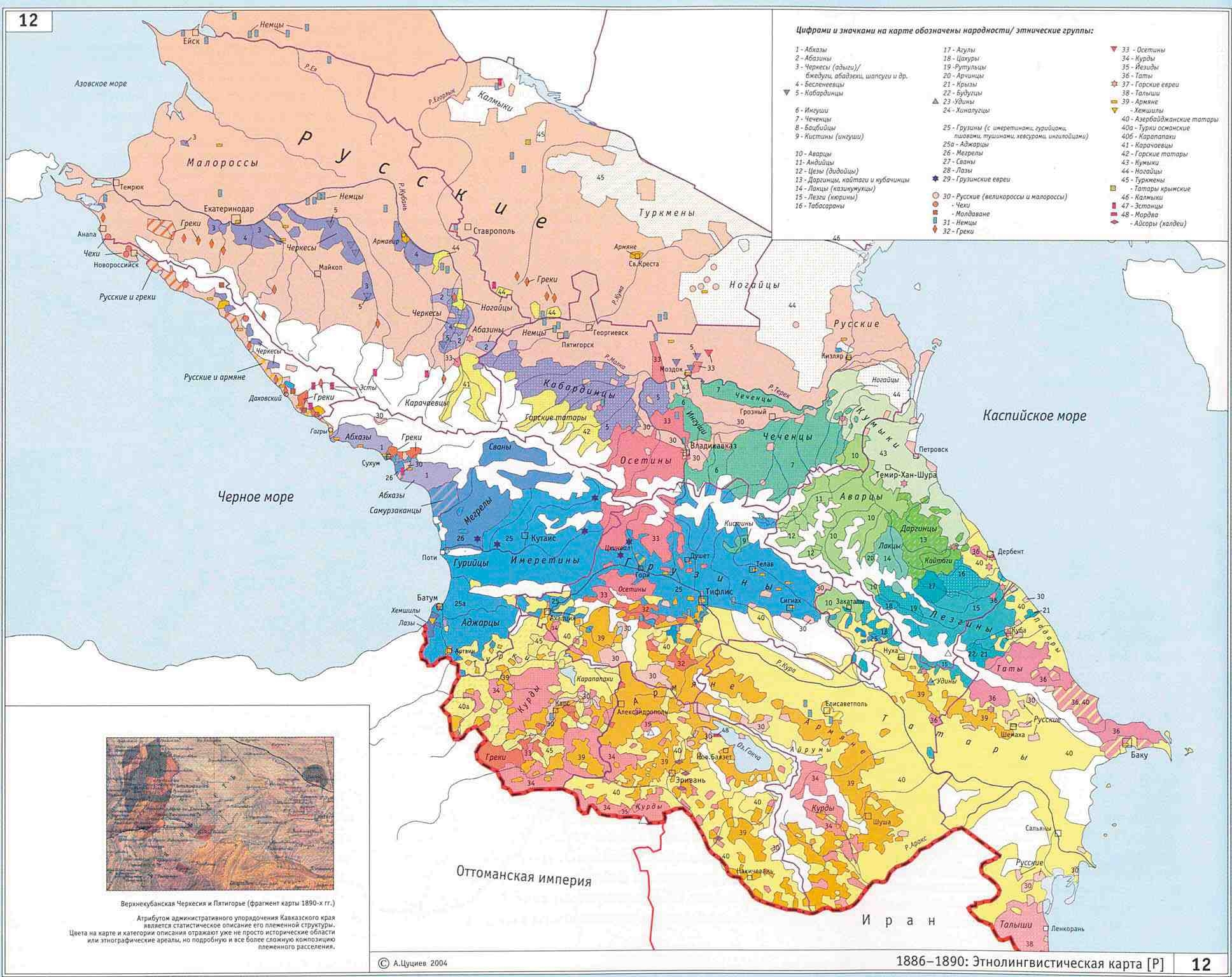
Ethnische Mehrheitsgebiete im Kaukasus 1886; orange (Nr. 39): armenische Mehrheit.

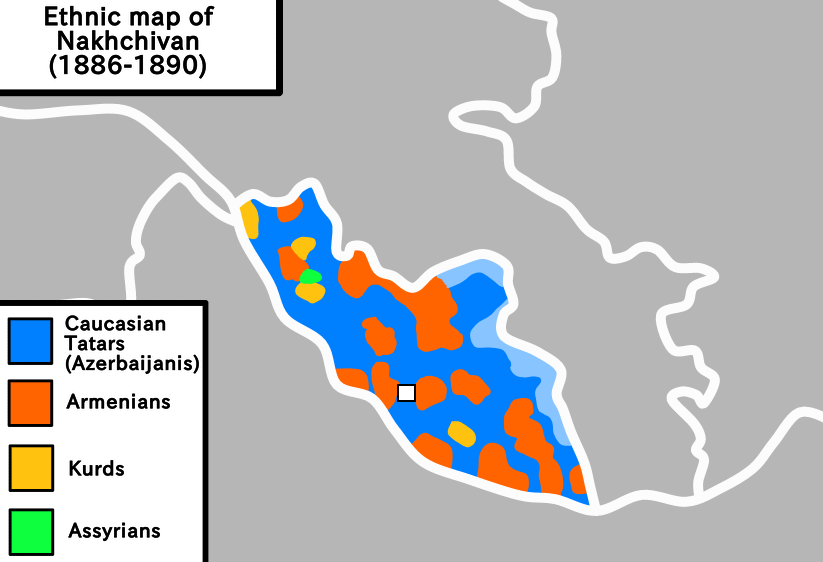
Ethnische Mehrheitsverhältnisse in Nachitschewan um 1897

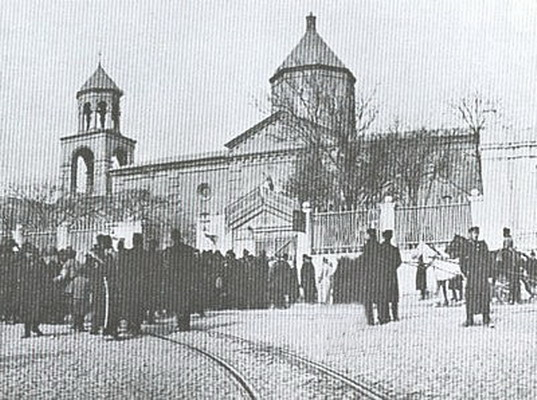
Kirche des Heiligen Gregor des Erleuchters in Baku, um 1900

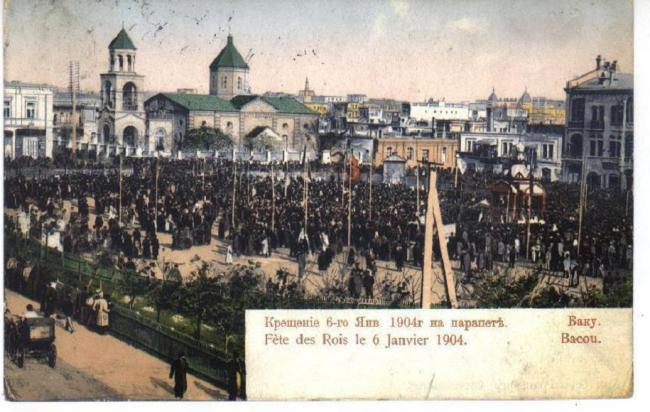
Kirche des Heiligen Gregor des Erleuchters (Baku), Znund (6. Januar) 1904

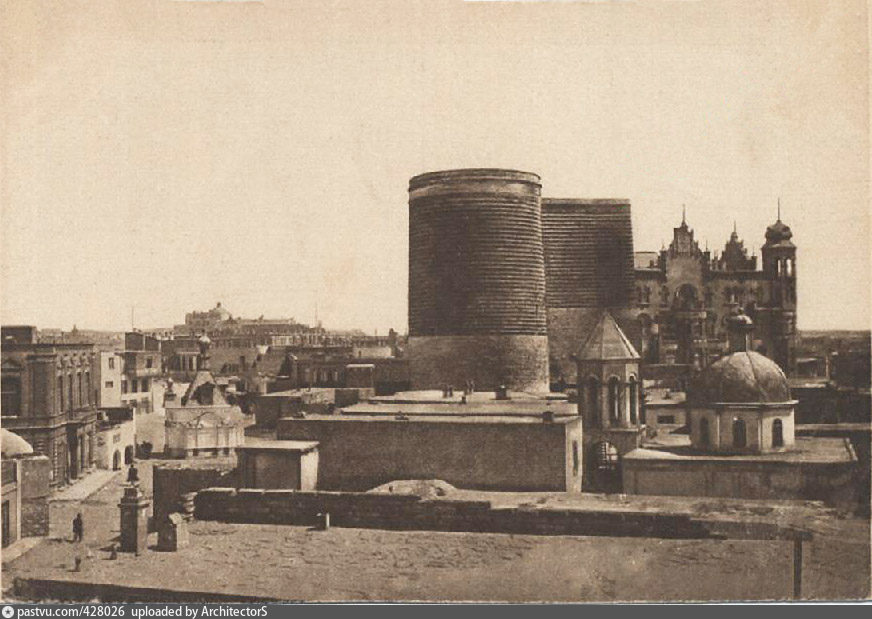
Kirche der Heiligen Muttergottes (Baku), um 1910

Vor der Oktoberrevolution hatte das zum Russischen Kaiserreich gehörende Transkaukasien eine polyethnische Bevölkerung, wobei laut Volkszählung 1897 in der Gubernija Eriwan (1828 bis 1840 Armenische Oblast) die Armenier, in der Gubernija Jelisawetpol und der Gubernija Baku dagegen die Tataren (татары, nach 1918 азербайджанцы, Aseris genannt) die Mehrheit bildeten, während in der Gubernija Tiflis die Georgier und in der Oblast Kars die Türken die stärkste ethnische Gruppe bildeten.

### Von der Antike bis zum Ende der persischen Herrschaft in Transkaukasien
Während es eine armenische – seit dem 4. Jahrhundert christianisierte – Bevölkerung in der Region seit dem Altertum gab, geht die turksprachige Bevölkerung auf die Landnahme der Seldschuken im 11. Jahrhundert zurück, in deren Folge das zuvor hier wahrscheinlich vorherrschende iranische Altaserbaidschanische durch die heute als Aserbaidschanisch bezeichnete Turksprache verdrängt wurde und sich der schiitische Islam gegen den zuvor hier praktizierten Zoroastrismus durchsetzte. Bis Mitte des 14. Jahrhunderts überwogen die christlichen Armenier in der Region, doch spätestens mit Timurs Eroberungszügen wurden Muslime zur Mehrheitsbevölkerung. In Baku, wo um das Jahr 500 bereits eine armenische Kirche errichtet wurde, gab es noch im 15. Jahrhundert eine überwiegend christliche Bevölkerung. Am stärksten bewahrte ihren christlich-armenischen Charakter die Region Bergkarabach mit ihren bis ins 18. Jahrhundert bestehenden fünf christlichen Fürstentümern (Meliktümern) der armenischen Meliks, darunter dem Haus Hassan-Dschalaljan von Chatschen (Groß-Arzach). Unter letzteren entstand 1216 das Kloster Gandsassar, das von etwa 1400 bis kurz nach der russischen Eroberung 1816 Sitz des Katholikats von Aghwank (Albania) war.
Das erstmals im 5. Jahrhundert erwähnte Dschulfa, armenisch Dschugha, war im Mittelalter ein bedeutendes Handelszentrum, in dem sowohl Muslime als auch armenische Christen lebten. Mit den Kriegen zwischen dem Osmanischen Reich und Persien unter den Safawiden im 16. Jahrhundert verfiel die Stadt. 1604 ließ Schah Abbas I. die Stadt, die er gegen die Türken nicht verteidigen konnte, niederbrennen und die über 20.000 Einwohner zwangsweise in die persische Metropole Isfahan umsiedeln, wo die Armenier ein neues Stadtviertel mit 24 Kirchen errichteten, das sie Nor Jugha (Neu-Culfa) nannten und das bis heute das Wohnviertel der Isfahaner Armenier ist. Im alten armenischen Siedlungsgebiet um Dschugha am Arax lebten seitdem keine Armenier mehr, doch zeugte noch bis zu seiner Zerstörung 2005 der dortige armenische Friedhof von der armenischen Vergangenheit der Stadt.

### Russisches Kaiserreich
Das Verhältnis in der Bevölkerung um 1800 im damaligen Iranisch-Armenien, das neben Erivan auch Nachivan, Gangia (später Jelisawetpol) und das ganze heutige Aserbaidschan zwischen Kura und Arax (also ohne den Osten um Baku am Kaspischen Meer, das damalige Schirwan) umfasste, wird auf 20 % armenische Christen und 80 % schiitische Muslime geschätzt. Mit der Expansion des Russischen Kaiserreiches gingen bis 1828 alle Gebiete des heutigen Armeniens und Aserbaidschans für das kadscharische Persien endgültig verloren. In der Folge wanderten viele Armenier aus den noch persischen Gebieten, aber auch aus Türkisch-Armenien nach Russisch-Armenien aus, während Muslime den umgekehrten Weg einschlugen. Infolgedessen waren in der Armenischen Oblast, die größere Teile des heutigen Armeniens mit Jerewan sowie Nachitschewan und Igdir umfasste, die Armenier bald wieder in der Mehrheit, während es auch in Großstädten des heutigen Aserbaidschan wie Jelisawetpol und Baku starke armenische Minderheiten gab. Einen Schwerpunkt armenischer Besiedlung bildeten die gebirgigen Teile des ehemaligen Khanats Karabach – im Wesentlichen die spätere autonome Oblast Bergkarabach –, wo laut einer Volkszählung von 1823 ein Großteil der Dörfer beziehungsweise 97,5 % der ländlichen Bevölkerung armenisch war. Nach Bergkarabach wanderten weniger Armenier aus Persien und Türkisch-Armenien ein als in die Gubernija Jerewan. Immerhin drei Dörfer Bergkarabachs, in denen besondere, persisch beeinflusste Dialekte gesprochen werden – Maraga bei Martakert (bis zur Zerstörung 1992) im Nordosten, Melikjanlu und Tsakuri im Süden – wurden von armenischen Zuwanderern aus Persien gegründet, während im Rest Bergkarabachs seit alter Zeit Armenier mit ihrem traditionellen Karabach-Dialekt lebten. Weniger stark ausgeprägt als im umliegenden ländlichen Raum war die armenische Mehrheit in der größten und wichtigsten Stadt Bergkarabachs, Schuscha, wo laut Volkszählung des Russischen Reiches 1897 von 25.881 Einwohnern 14.420 Armenier (55,7 %), 10.778 Tataren (41,6 %) und 359 Russen (1,4 %) waren. Es gab eine russisch-orthodoxe und fünf armenisch-gregorianische Kirchen, zwei schiitische Moscheen, eine Realschule, Seiden- und Baumwollweberei sowie bedeutenden Handel. Allerdings hatte auch Jelisawetpol eine starke armenische Minderheit, laut der Volkszählung von 1886 waren es 8914 Menschen oder 43,9 %. Im Ujesd Nachitschewan innerhalb der Gubernija Eriwan hatten die Tataren laut Zensus 1897 einen Bevölkerungsanteil von 57 %, während die Armenier 42 % ausmachten. 1916 wurde der Anteil der Armenier in Nachitschewan mit nur noch 40 % angegeben.
Die Beziehungen zwischen christlichen Armeniern und muslimischen Tartaren waren weithin gespannt und mündeten im Laufe der Russische Revolution 1905 in die bis 1907 andauernden armenisch-tatarischen Massaker, bei denen 128 armenische und 158 tatarische Dörfer zerstört oder geplündert wurden und etwa 3000 bis 10.000 Menschen starben, wobei die Zahl der Opfer auf Seiten der schlecht organisierten Tataren höher war.

### Demokratische Republik Aserbaidschan

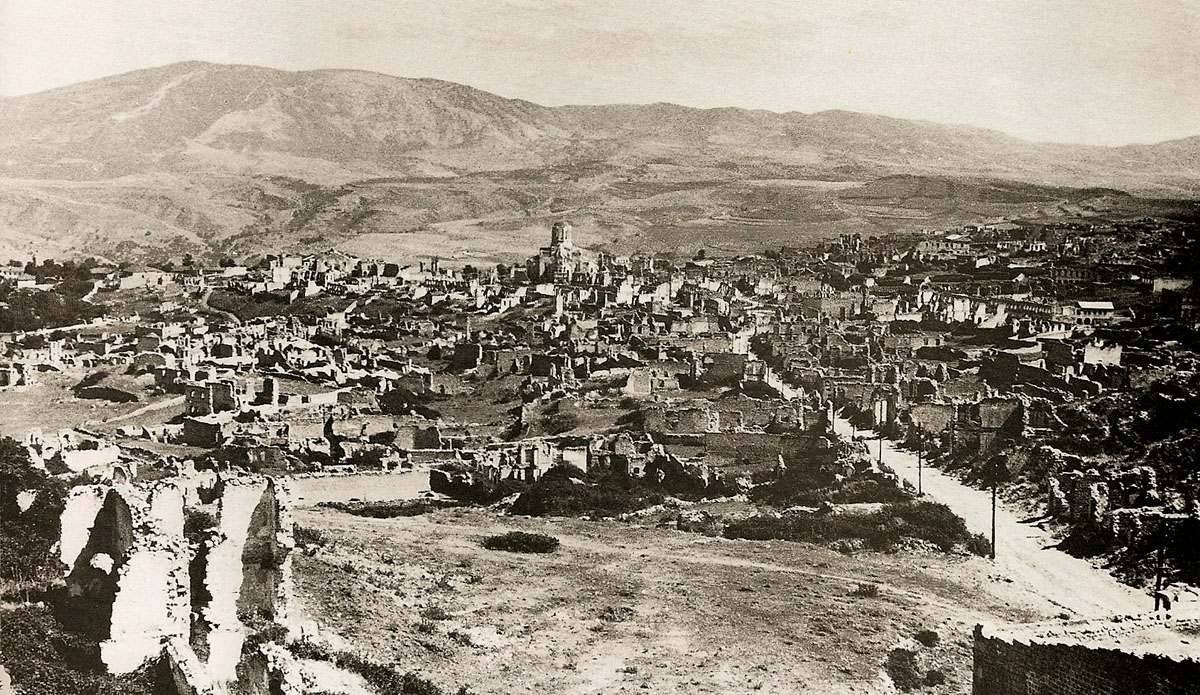
Zerstörtes Armenierviertel von Schuscha nach dem Pogrom im März 1920. In der Bildmitte die Ghasantschezoz-Kathedrale.

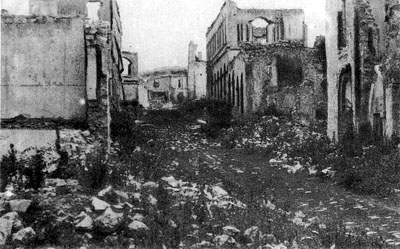
Ruinen in Schuscha, März 1920

Nach der Erklärung der Unabhängigkeit der Demokratischen Republik Aserbaidschan 1918 verstärkte die Armenische Revolutionäre Föderation (Daschnaken) in der von den Bolschewiken besetzten Stadt Baku, in der damals etwa 120.000 Armenier lebten, ihre Aktivitäten. Viele führende Mitglieder des Sowjets der Kommune von Baku waren Armenier, darunter der aus Tiflis stammende Vorsitzende Stepan Schahumjan. Während die Kommune die zwischenethnischen Gewalttätigkeiten beenden wollte, beteiligten sich die Daschnaken im März 1918 an den Märzkämpfen in Baku, bei denen bis zu 12.000 muslimische Bewohner und etwa 2500 armenische Christen getötet wurden. In einem Dekret des aserbaidschanischen Präsidenten Heydər Əliyev von 1998 wurden die Massaker als „Völkermord an den Aserbaidschanern“ (Mart soyqırımı, „März-Völkermord“) bezeichnet und sowohl die Gesamtheit der Armenier in Aserbaidschan als auch die Bakuer Kommune dafür verantwortlich gemacht. Dem steht die Bewertung als Bürgerkrieg zwischen den Bolschewiken der Bakuer Kommune und Kämpfern der pantürkischen Musavat-Partei entgegen. Nach der Einnahme der Stadt durch türkische Truppen und der Flucht des Bakuer Sowjets wurden im September beim Armenierpogrom in Baku 1918 etwa 9000 bis 30.000 Bakuer Armenier getötet, während andere die Stadt in Panik verließen. Dennoch waren in dem am 18. Dezember 1918 gewählten Parlament von 96 Abgeordneten 11 ethnische Armenier, darunter auch Daschnaken.
Die Demokratische Republik Aserbaidschan und die Demokratische Republik Armenien führten von 1918 bis 1921 gegeneinander Krieg um die Regionen Nachitschewan, Sangesur (Sjunik), das Gebiet um Gasach und Karabach, die alle eine gemischte Bevölkerung aus Armeniern und Aserbaidschanern aufwiesen. Mitte Juni 1919 hatte Armenien den ehemaligen Ujesd Nachitschewan unter seiner Kontrolle, doch bereits Ende Juli nahmen aserbaidschanische Truppen die Stadt Nachitschewan wieder ein.
In den Tagen vom 5. bis 7. Juni 1919 metzelten aserbaidschanische Kräfte im Massaker von Chaibalikend nach der Einnahme von vier armenischen Dörfern in Bergkarabach etwa 600 bis 700 Einwohner nieder. Nach der Eroberung der nahe gelegenen mehrheitlich armenisch besiedelten Stadt Schuscha in Bergkarabach zerstörten während des Schuscha-Pogroms vom 22. und 26. März 1920 aserbaidschanische und türkische Truppen das armenische Viertel der Stadt und töteten die meisten anwesenden Einwohner. Die Zahlen der Todesopfer gehen weit auseinander und liegen zwischen 500 und 20.000 bzw. 30.000.  Ein Teil der Armenier konnte fliehen; es blieben nur wenige überlebende Armenier in der Stadt zurück.

### Sowjetische Herrschaft

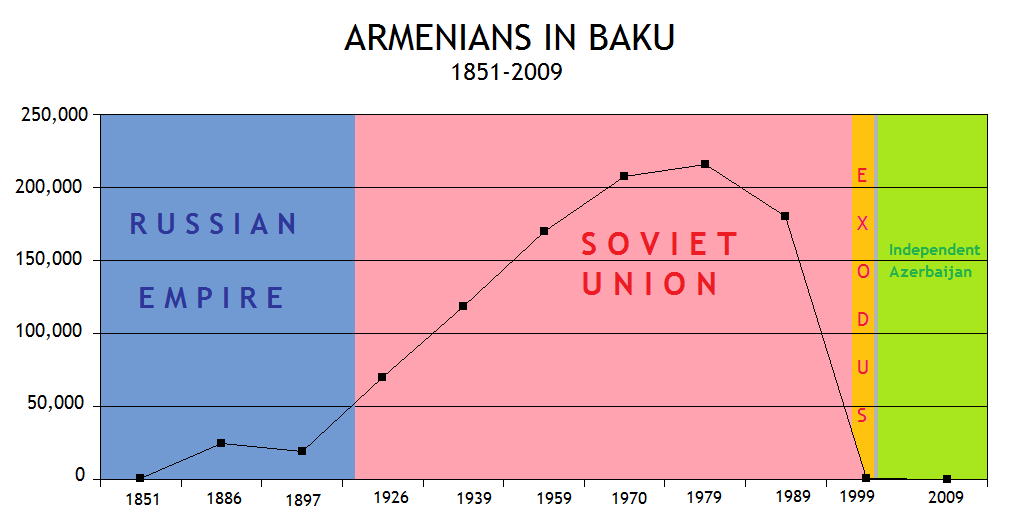
Bevölkerungsentwicklung der Armenier in Baku vom 19. Jahrhundert bis Anfang des 21. Jahrhunderts

Ende März 1920 brachten armenische Kräfte die Regionen Nachitschewan und Sangesur wieder unter ihre Kontrolle, doch nahm im Juli 1920 die 11. Rote Armee das Gebiet ein. In den Verträgen von Moskau (16. März 1921) und Kars (23. Oktober 1921) zwischen der Russischen Sozialistischen Föderativen Sowjetrepublik (Sowjetrussland) und der Türkei wurde die Zugehörigkeit des Ujesd Nachitschewan und des benachbarten Basch-Noraschen (armenisch Նորաշեն Noraschen, „Neu-Dorf“, 1964–1991 Ильичёвск Iljitschowsk und heute Şərur) zu Aserbaidschan festgelegt. Auch Karabach wurde Aserbaidschan zugeschlagen, während Sangesur (Sjunik), das von Februar bis Juli 1921 von armenischen Aufständischen als Republik Bergarmenien gehalten wurde, an Sowjetarmenien kam, so dass Nachitschewan eine aserbaidschanische Exklave wurde. Diese erhielt 1924 den Status als Autonome Sozialistische Sowjetrepublik Nachitschewan. Dem großenteils armenisch besiedelten, gebirgigen Teil Karabachs wurde als Autonome Oblast Bergkarabach eine begrenzte Autonomie zugestanden. Armenische Kinder in Bergkarabach erhielten Unterricht in armenischer Sprache, doch wurde keine armenische Geschichte unterrichtet. Anders als in Baku gab es in Bergkarabach kaum Mischehen von Armeniern und Aseris.

Flagge der ASSR Nachitschewan, eingeführt im Jahre 1937 sowohl mit aserbaidschanischem als auch mit armenischem Text. Sie wurde nicht mehr verwendet, nachdem das aserbaidschanische Lateinalphabet in den 1940er Jahren durch das kyrillische ersetzt wurde.

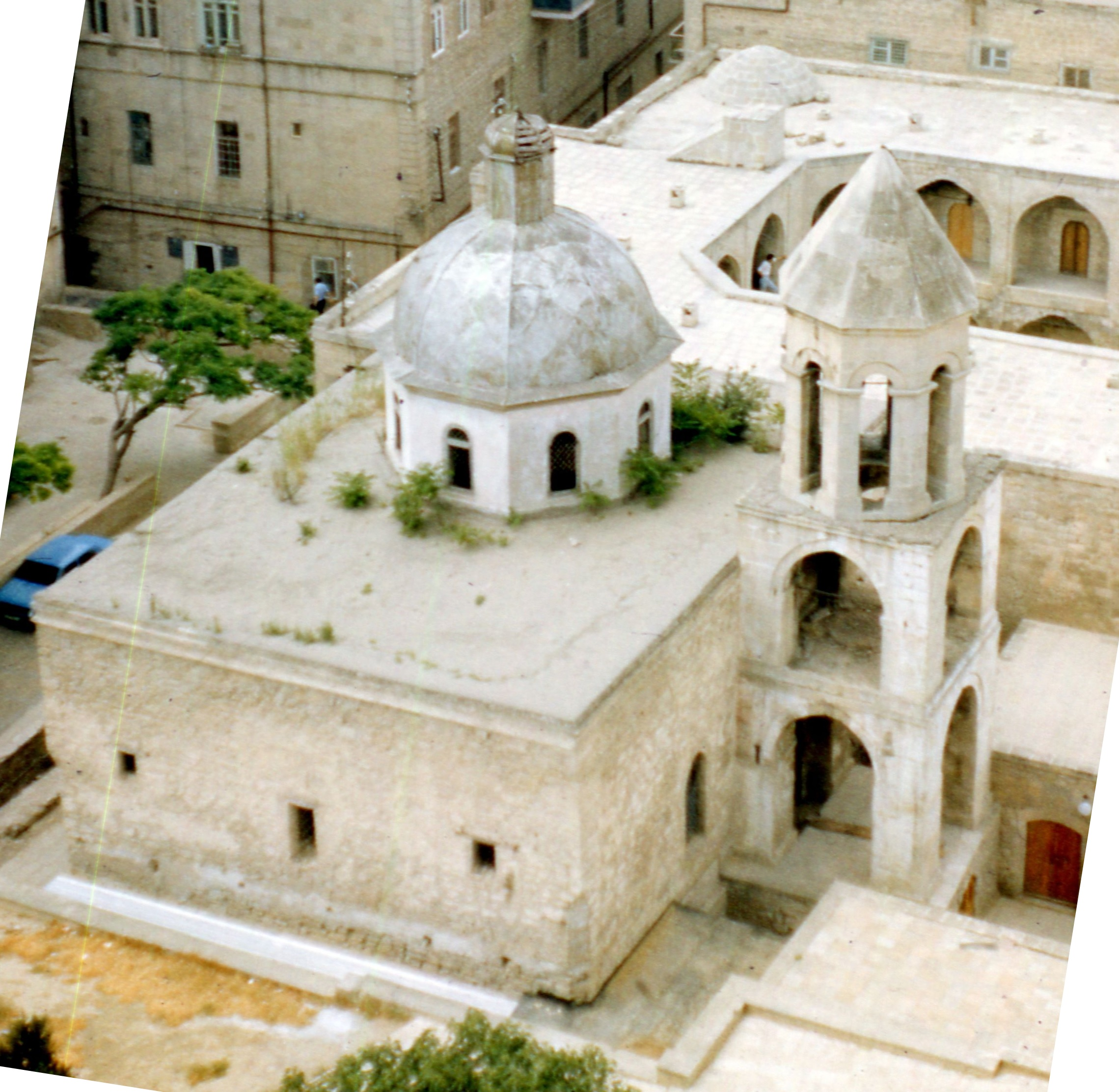
Kirche der Heiligen Muttergottes in der Altstadt Bakus (İçəri Şəhər), 1987, erbaut 1797 oder 1799, zerstört 1990

Nach der Etablierung der Sowjetmacht in Aserbaidschan und der Errichtung der Aserbaidschanischen Sozialistischen Sowjetrepublik kehrten viele Armenier nach Baku zurück, wohin auch Armenier aus Bergkarabach und anderen Teilen Aserbaidschans zogen. Das Bakuer Armenierviertel Ermenikend (Ermənikənd) – ursprünglich ein Dörfchen mit armenischen Ölarbeitern – nahm an Bevölkerung zu. Zu Beginn des Bergkarabachkonflikts 1988 lebten in Baku mehr Armenier als in Bergkarabach. Etliche Armenier arbeiteten auch in der staatlichen Verwaltung. So erreichte die Zahl der Armenier in der Aserbaidschanischen SSR bei der Volkszählung im Jahre 1979 einen absoluten Höhepunkt von 475.486 Menschen, was 7,9 % der Bevölkerung ausmachte.
Auf Grund seines multiethnischen Charakters bildete sich in Baku insbesondere nach dem Zweiten Weltkrieg eine russischsprachige gebildete Bevölkerungsschicht heraus, in der die ethnische Herkunft eine immer geringere Rolle spielte. Das Russische wurde unter den Armenischstämmigen in Baku zunehmend die Erstsprache. 1977 besuchten 58 % der armenischen Schüler in Aserbaidschan russischsprachige Schulen. Während die Armenier in der Autonomen Oblast Bergkarabach weitgehend unter sich blieben und es fast ausschließlich Endogamie gab, kam es im urbanen Milieu Bakus häufig zu ethnisch gemischten aserbaidschanisch-armenischen Ehen, aus denen russischsprachige Familien hervorgingen. Aseris und Armenier lebten in Baku weithin friedlich als normale Nachbarn miteinander, und durch die gemeinsame russische Sprache gab es auch bei den Kindern keine Sprachbarrieren, ähnlich wie dies umgekehrt auch bei den Aseris in Jerewan mit ihren armenischen Nachbarn der Fall war. Später sollten solche gutnachbarschaftlichen Beziehungen für viele lebensrettend werden. 1979 beherrschten in Aserbaidschan 8 % der Armenier Aserbaidschanisch, aber 43 % Russisch. Aus der armenischstämmigen Intelligenzija Bakus gingen mehrere bekannte Wissenschaftler, Künstler und Sportler hervor, darunter der sowjetische Dirigent Arschak Adamjan (1884–1956), der sowjetische Computertechniker Boris Artaschessowitsch Babajan (* 1933), der sowjetische Komiker Jewgeni Waganowitsch Petrossjan (* 1945), die russische Konfliktforscherin Swetlana Achundowna Tatunz (* 1953), der usbekische Fußballspieler und Trainer Wadim Karlenowitsch Abramow (* 1962), die russische Degenfechterin Karina Borissowna Asnawurjan (* 1974), die russische Filmregisseurin und Filmproduzentin Anna Melikjan (* 1976) und die armenische Schachspielerin Elina Danieljan (* 1978). Aus Jelisawetpol beziehungsweise Kirowabad waren es unter anderen der Komponist Haro Stepanjan (1897–1966) und der Ringer Artjom Sarkissowitsch Terjan (1930–1970).
In der Autonomen Sozialistischen Sowjetrepublik Nachitschewan nahm unter der Sowjetherrschaft der Anteil und auch die absolute Zahl der Armenier stark ab, da mit der Zeit viele Armenier in die Armenische Sozialistische Sowjetrepublik abwanderten. Gab es im Ujesd Nachitschewan 1916 noch 40 % Armenier, so waren es 1926 in der ASSR Nachitschewan – allerdings mit abweichenden Grenzen – noch 11 %. 1979 betrug der Anteil der Armenier in der ASSR Nachitschewan nur noch 1,4 %. Umgekehrt machten die Aserbaidschaner, deren Anzahl durch Zuwanderung aus Armenien (Sjunik) und eine höhere Geburtenrate zunahm, 1926 85 % und 1979 96 % der Bevölkerung aus.

### Bergkarabachkonflikt

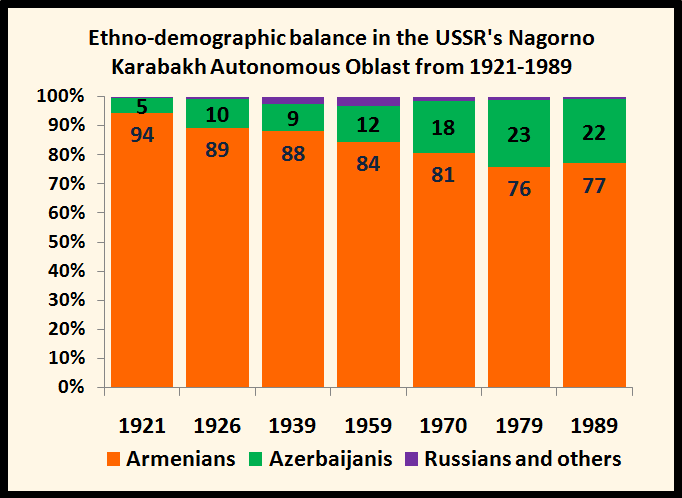
Entwicklung der Bevölkerungszusammensetzung in der Autonomen Oblast Bergkarabach von 1921 bis 1989: Armenier orange, Aserbaidschaner grün, andere violett

Auch in der Autonomen Oblast Bergkarabach nahm der Anteil der Armenier ab. Waren hier 1923 noch 94 % Armenier, so waren es 1989 von etwa 188.000 Menschen 73,5 % Armenier und 25,3 % Aserbaidschaner. In vier Memoranden 1962, 1965, 1967 und schließlich 1987 forderten die Armenier in Bergkarabach den Anschluss an Armenien. Aserbaidschan wies die Forderungen mit dem Hinweis zurück, dass die in Armenien lebenden Aserbaidschaner überhaupt keine Minderheitenrechte hätten. Es folgten Demonstrationen zunächst in Bergkarabach und Armenien, später unter umgekehrtem Vorzeichen in Aserbaidschan. Nach Berichten über angebliche Grausamkeiten gegen Aseris in Armenien kam es Ende Februar 1988 zum Pogrom in Sumgait, bei dem nach offiziellen Angaben 26 Armenier und sechs Aseris, wahrscheinlich jedoch bis zu 200 Menschen ums Leben kamen. Während die Armenier begannen, Sumgait und andere Orte Aserbaidschans fluchtartig zu verlassen, trafen zunehmend aserbaidschanische Flüchtlinge und Vertriebene aus Armenien in Aserbaidschan ein. Im März 1988 lehnte das ZK der KPdSU eine Angliederung Bergkarabachs an Armenien ab. Daraufhin beschloss der Sowjet der Autonomen Oblast Bergkarabach am 12. Juli 1988 den Austritt aus Aserbaidschan. Aserbaidschan verhängte mit Billigung des Obersten Sowjets der UdSSR eine Blockade über Bergkarabach.
In Kirowabad, dem ehemaligen Jelisawetpol und heutigen Gandscha (Gəncə), das mit 40.354 Menschen (17,5 %) im Jahre 1979 eine sehr starke armenische Minderheit aufwies, wurden im November 1988 beim Pogrom in Kirowabad über 130 Armenier getötet und über 200 verletzt. Weitere Armenier verließen in großer Zahl die Stadt, mussten aber auf Grund der geschlossenen Grenzen nach Armenien den Weg über Georgien nehmen. Vom 12. Januar bis zum 29. November 1989 unterstand Bergkarabach einer direkten Verwaltung durch die Moskauer Zentrale. Während aserbaidschanische Demonstranten die Kontrolle über Bergkarabach durch Baku forderten, demonstrierten die dortigen Armenier für die Unabhängigkeit. Der Oberste Sowjet Aserbaidschans erklärte Bergkarabach per Gesetz als Teil Aserbaidschans. Für Grenzänderungen war ein Referendum vorgesehen, das allerdings bereits 1923 angekündigt und nie verwirklicht worden war. Im September 1989 waren bereits 180.000 Armenier aus Aserbaidschan und etwa 100.000 Aseris aus Armenien geflohen. Zu den in dieser Zeit Geflohenen gehörte unter anderen die damals elfjährige spätere US-amerikanische Autorin Anna Astwazaturowa mit ihren Eltern. Sowohl für Sumgait als auch für Kirowabad und später Baku wird berichtet, dass es oft aserbaidschanische Nachbarn waren, die Armenier zum Schutz vor Verfolgung versteckten und ihnen so eine sichere Flucht zu ermöglichten – in manchen Fällen unter Einsatz des eigenen Lebens. Das Pogrom von Sumgait löste wie danach das Pogrom von Kirowabad großes Entsetzen bei den nicht national ausgerichteten Schichten der Großstädte aus, und auch in Baku wurde die Situation für die Armenier immer mehr als unerträglich empfunden. So organisierten im Jahre 1988 Armenier in Baku und Aseris in Jerewan den Tausch von Wohnungen, da sie spürten, dass die Zeit des multikulturellen Zusammenlebens zu Ende ging, und es kam zu einem selbst organisierten Bevölkerungsaustausch.
Am 1. Dezember 1989 erklärte der Oberste Sowjet Armeniens die Vereinigung Bergkarabachs mit Armenien.

Schriftzug auf einer Häuserwand: „Здесь живёт Армянин“ (Hier wohnt ein Armenier), Baku im Januar 1990

Am 12. Januar 1990 organisierten aserbaidschanische nationalistische Kräfte das siebentägige Pogrom in Baku, dem rund 90 Armenier zum Opfer fielen. Die Menschen, über die vor den Angriffen Listen vorbereitet worden waren, wurden vor allem durch Schläge und Messerstiche ermordet; außerdem wurden Häuser in Brand gesteckt. Die einzige gegen Ende der Sowjetzeit in Baku noch genutzte armenische Kirche, die Kirche des Heiligen Gregor des Erleuchters, brannte aus, während Feuerwehr und Polizei zuschauten. Der Einmarsch der Sowjetarmee in der Nacht vom 19. zum 20. Januar 1990, von den Aserbaidschanern als „Schwarzer Januar“ bezeichnet, bereitete dem Pogrom ein Ende, doch wurden bei der Niederschlagung der nationalistischen Ausschreitungen 93 Aserbaidschaner und 29 sowjetische Soldaten getötet. In der Folge floh der Großteil der Armenier, aber auch ein Teil der Russen aus Baku, darunter der ehemalige Schachweltmeister Garri Kasparow mit seiner Familie. Hatte der Anteil der Armenier in Baku laut Volkszählung 1979 noch bei 16,5 % – 215.000 Menschen – gelegen, so wurde die Zahl Ende April 1993 auf etwa 18.000 geschätzt und betrug im Jahre 2009 praktisch 0 %.

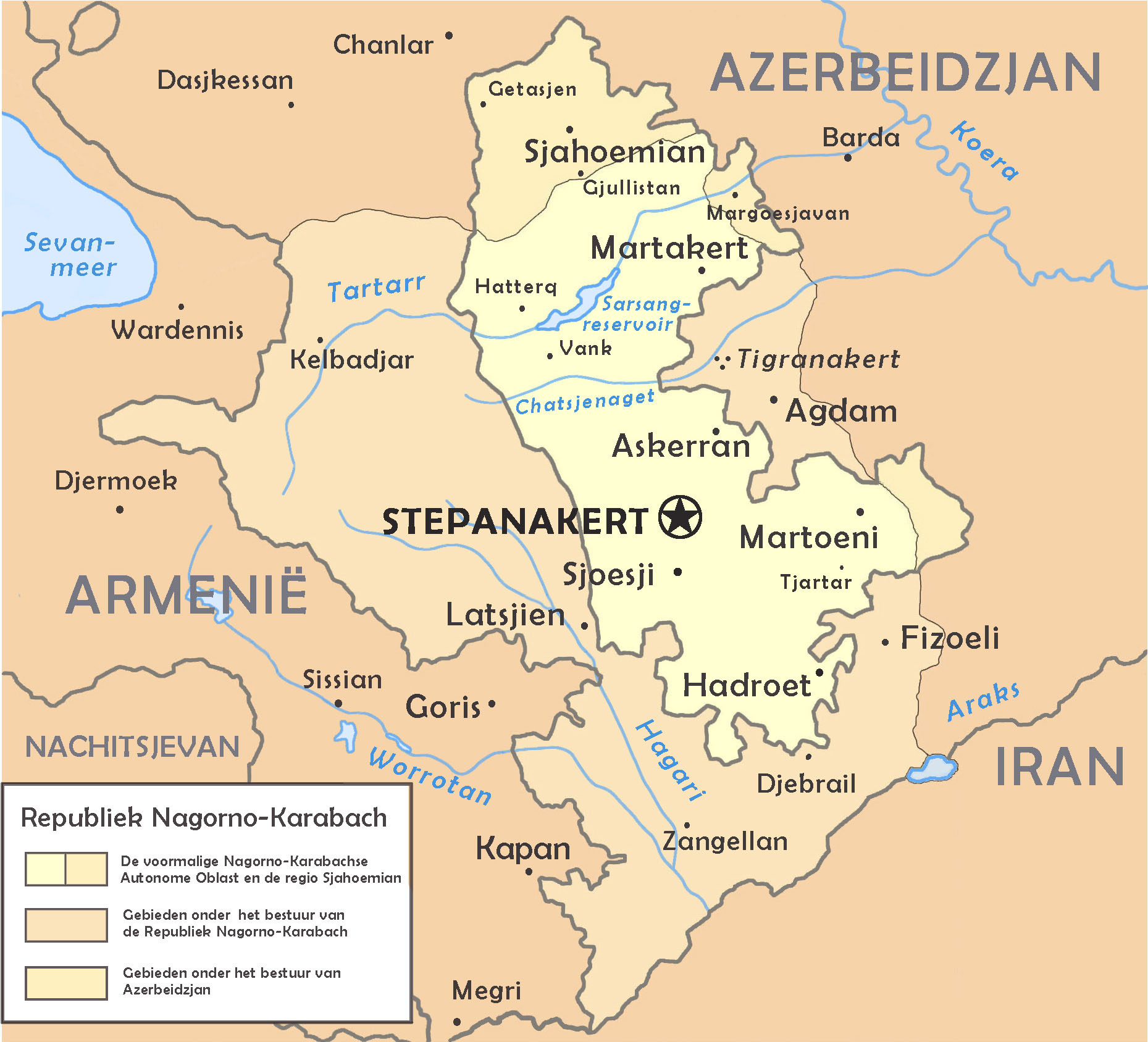
Bergkarabach und umliegende Gebiete: von den heute aserbaidschanischen, armenierfreien Gebieten im Norden Getaschen, Schahumjan und Gjulistan, im Nordosten Marguschewan (Leninawan, direkt neben Maraga)

Während Armenier in Bergkarabach begannen, zur Selbstverteidigung bewaffnete Milizen zu bilden, führten aserbaidschanische OMON-Kräfte und Einheiten der Sowjetischen Armee vom 30. April bis zum 15. Mai 1991 die „Operation Ring“ (Операция «Кольцо») durch, nach Einschätzung von Human Rights Watch eine Kampagne mit dem Ziel, die jahrhundertelang armenisch besiedelten Dörfer nördlich und südlich der Autonomen Oblast Bergkarabach wie auch in der Oblast selbst zu entvölkern. Offiziell wurde die Operation als „Kontrolle von Reisepässen“ bezeichnet, doch wurde intern als Ziel die Entwaffnung illegal bewaffneter armenischer Formationen genannt. Nördlich der Autonomen Oblast lag der fast in Gänze armenisch bevölkerte Rajon Schaumjan mit der Hauptstadt Schaumjanowsk (russisch Шаумя́новск) oder Schahumjan (armenisch Շահումյան), die bis 1938 Nerkin Schen (Неркин Шен bzw. Ներքին Շեն, „unterer“ oder „innerer Weiler“) hieß und dann nach Stepan Schaumjan benannt wurde. Militäreinheiten umstellten die Dörfer mit Panzern und nahmen sie unter Feuer. Bei den Operationen starben unter anderem die armenischen Anführer Tatul Krpejan und Simon Atschikgjosjan. Etwa 17.000 Armenier aus dem Rajon Schahumjan wurden gezwungen, das Land zu verlassen. Zu den gänzlich entvölkerten Dörfern gehörten unter anderen Martunaschen und Getaschen (Çaykənd).
Nachdem Bergkarabach am 2. September 1991 seine Unabhängigkeit erklärt hatte (kurz nach der Unabhängigkeitserklärung Armeniens und Aserbaidschans), stimmten am 10. Dezember 1991 in einem Referendum über die Unabhängigkeit bei einer Wahlbeteiligung von 82,2 % für die Unabhängigkeit 99,9 %. Im Dezember 1991 erklärte die Republik Bergkarabach darüber hinaus den Rajon Schaumjan zu einem integralen Teil Bergkarabachs. So wurde das Gebiet um Schaumjanowsk zum ersten Schlachtfeld des Krieges um Bergkarabach. Im Sommer 1992 erlangte die aserbaidschanische Armee die endgültige Kontrolle über das Gebiet, das nunmehr armenierfrei war. Schaumjanowsk, das ehemalige Nerkin Schen, erhielt 1992 den neuen aserbaidschanischen Namen Aşağı Ağcakənd und wurde in den folgenden Monaten teilweise neu mit Aserbaidschanern – Flüchtlingen aus Armenien und Bergkarabach – besiedelt.
Zu Pogromen gegen Armenier kam es unter anderem auch in den Städten Xanlar und Lənkəran. Nach Angaben von Human Rights Watch flohen schätzungsweise 350.000 Armenier in zwei Wellen 1988 und 1990 nach der antiarmenischen Gewalt. Bis 1991 hatten bereits insgesamt 500.000 Menschen Aserbaidschan verlassen.

Den in Bergkarabach aufgestellten armenischen Kampfverbänden gelang es mit Unterstützung der armenischen Streitkräfte und aus der armenischen Diaspora bis zum Abschluss eines Waffenstillstands 1994, den größeren Teil der Autonomen Oblast Bergkarabach und angrenzende Gebiete – insbesondere nach Armenien hin – einzunehmen. Ebenso wie Schaumjanowsk mussten die Karabach-Armenier jedoch auch zwei Gebiete im Osten der Autonomen Oblast aufgeben. Maraga (Մարաղա, Maragha bzw. Marağa) und Leninawan (Լենինավան, früher Marguschewan, Մարգուշեվան) lagen am östlichen Rand der Provinz Martakert und wurden am 10. April 1992 von aserbaidschanischen Truppen gestürmt, nachdem die meisten Einwohner hatten fliehen können. Es blieben jedoch über 100 Menschen zurück, mehrheitlich körperlich Behinderte und Alte. Laut einem Bericht der Baroness Caroline Cox wurden beim Massaker von Maraga etwa 45 Dorfbewohner von den aserbaidschanischen Soldaten enthauptet und weitere verbrannt. Ebenso wurden etwa 100 Frauen und Kinder als Geiseln entführt. Die Tötung der Dorfbewohner von Maragha wurde auch als Vergeltung für die über 160 aserbaidschanischen Opfer in Chodschali angesehen, die bei der Einnahme des wichtigen aserbaidschanischen Stützpunkts durch karabach-armenische Truppen am 25. Februar 1992 getötet worden waren. Von armenischer Seite wurde allerdings argumentiert, das Massaker von Maragha sei zur Beseitigung der armenischen Bevölkerung im Ort und zur Sicherstellung der dortigen Ölvorkommen für Aserbaidschan verübt worden. Maragha blieb danach eine Wüstung, doch erhielt es einen neuen aserbaidschanischen Namen: Şıxarx (zuvor Marağa). Die geflohenen Bewohner gründeten innerhalb der Republik Bergkarabach (aber außerhalb des ehemaligen Gebiets der Autonomen Oblast) das Dorf Nor Maragha, wo sie auch ein Denkmal für die Todesopfer des Massakers errichteten. Andere armenische Flüchtlinge verschlug es nach Russland oder Armenien. Den in Russland gestrandeten Flüchtlingen fehlte es oftmals an Geld, um nach Bergkarabach (in die von der Republik Arzach kontrollierten Gebiete) zurückzukehren.

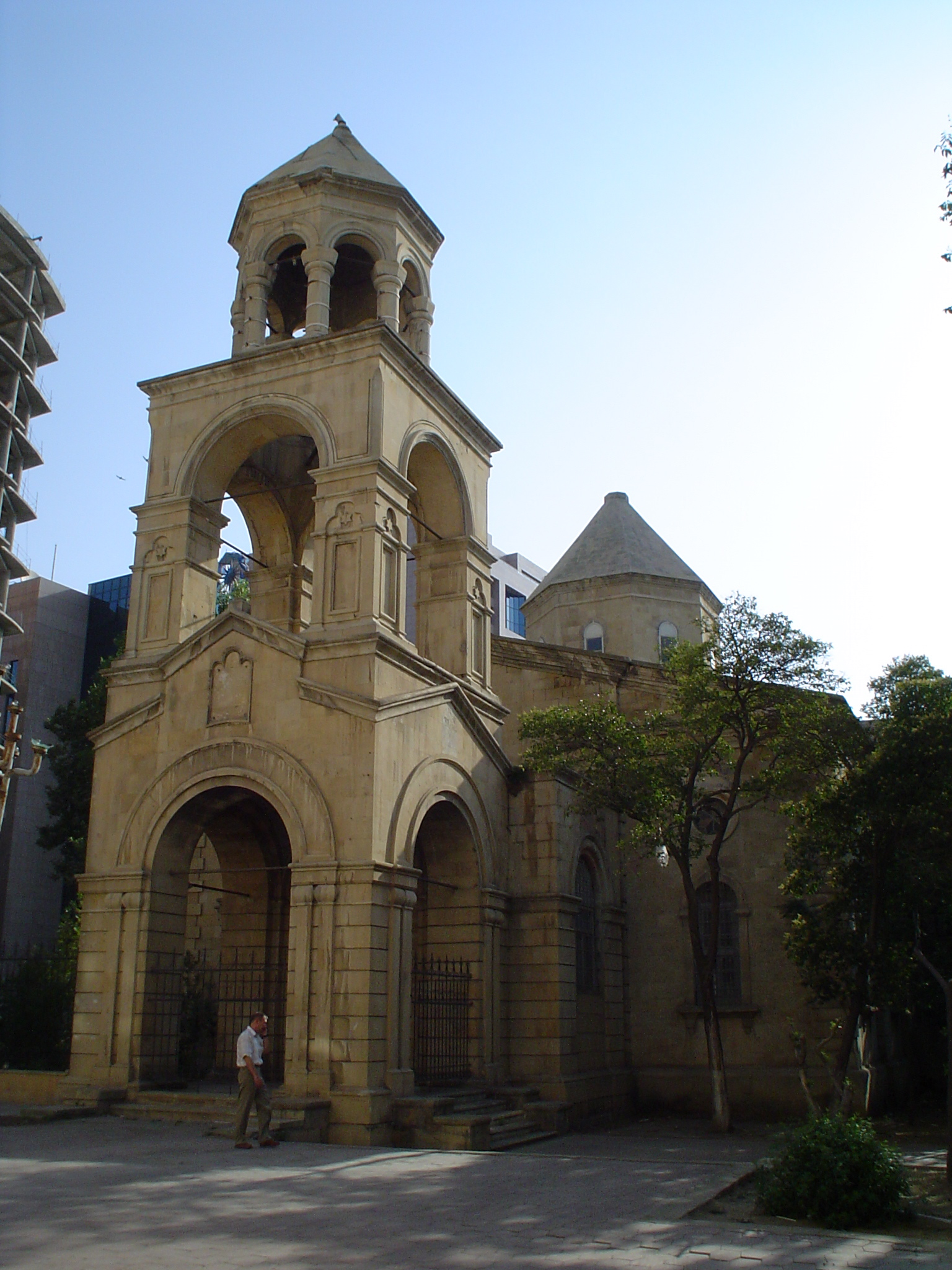
Archivbüro der aserbaidschanischen Präsidialverwaltung, ehemalige Kirche des Heiligen Gregor des Erleuchters in Baku, 2013

In Folge des Krieges um Bergkarabach standen bis 2020 etwa 12.000 Quadratkilometer oder 13,62 % der Fläche der ehemaligen Aserbaidschanischen Sowjetrepublik unter der Kontrolle der Republik Arzach. Hier lebten im Jahre 2012 laut Volkszählung 146.600 Menschen, fast ausschließlich Armenier. Diese waren überwiegend ehemalige Bewohner der Autonomen Oblast Bergkarabach und deren Nachkommen, teilweise aber auch armenische Flüchtlinge aus den übrigen Gebieten der einstigen Aserbaidschanischen SSR. Ihre Lebensrealität war eine gänzlich andere als bei denjenigen Armeniern, die unter aserbaidschanischer Herrschaft geblieben sind.
Die Zahl der Armenier im Herrschaftsgebiet der Republik Aserbaidschan belief sich im Jahre 1999 nach inoffiziellen Schätzungen auf etwa 2000 bis 3000 Menschen, die mehrheitlich mit Personen aserbaidschanischer ethnischer Identität verheiratet oder gemischter Herkunft waren. Die geschätzten 36 armenischen Männer und 609 armenischen Frauen – zu über der Hälfte in Baku wohnhaft –, auf welche dies nicht zutraf, waren zum Großteil alt oder krank. Die Lage der Armenier in Aserbaidschan ist sehr prekär, weshalb die meisten versuchen, ihre armenische Identität zu verbergen. Von den einst zahlreichen armenischen Kirchen ist keine mehr in Benutzung.
In Baku mit seinen einst über 200.000 Armeniern gaben im Jahre 2009 bei der Volkszählung 104 Menschen von gut 2 Millionen Einwohnern an, Armenier zu sein. In keinem anderen Rajon außerhalb Bergkarabachs erreichte die Zahl der Armenier 10 Personen.
In Aserbaidschan ist Armenierfeindlichkeit auf institutioneller und sozialer Ebene allgegenwärtig, so dass laut der Europäischen Kommission gegen Rassismus und Intoleranz Armenier in Aserbaidschan die anfälligste Gruppe in Bezug auf Rassismus und rassistische Diskriminierung bilden. Ganz offen und unverblümt verbreitete Präsident İlham Əliyev seine antiarmenische Propaganda kurz vor Beginn des Eurovision Song Contest 2012, als er „alle Armenier weltweit“ zu Staatsfeinden Nummer eins erklärte. Unter diesen Bedingungen war es für Armenier, die im Machtbereich der Republik Aserbaidschan verblieben sind, schon damals unmöglich, ihre armenische Identität nach außen preiszugeben.
Im Krieg um Bergkarabach 2020 eroberte Aserbaidschan einen Teil Bergkarabachs. Im September 2023 eroberte Aserbaidschan Bergkarabach vollständig, worauf die Armenier flohen.

## Kulturelles Erbe

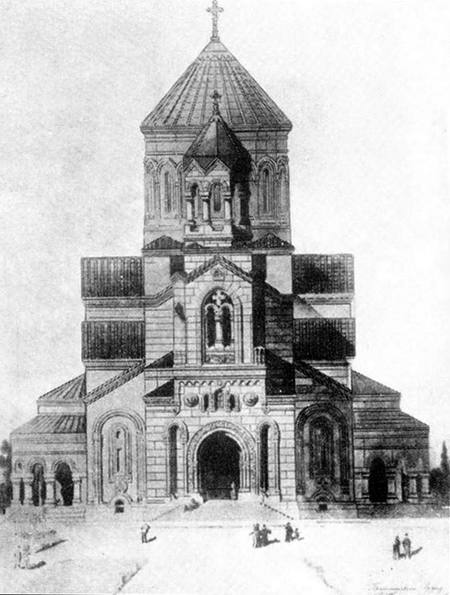
Sankt-Thaddäus-und-Bartholomäus-Kathedrale in Baku, eröffnet 1910, zerstört in den 1930er Jahren

Materielle Zeugen einstiger armenischer Präsenz im heutigen Aserbaidschan sind insbesondere die Kirchengebäude und Friedhöfe der Armenischen Apostolischen Kirche mit ihren Chatschkaren und armenischen Inschriften. Ausführlich werden diese für die ASSR Nachitschewan von dem heute in Jerewan lebenden nachitschewan-armenischen Historiker und Journalisten Argam Aivazian (Արգամ Այվազյան, * 1947 in Airink) in seinem „Nachitschewan: Buch der Denkmäler“ beschrieben, das Fotos aus den Jahren von 1965 bis 1987 enthält. 2005 unternahm der US-amerikanische Orientalist Steven Sim eine Reise durch Nachitschewan, bei der er sich an den Angaben in Aivazians Denkmalführer orientierte. Er fand jedoch keine armenischen Kirchen mehr vor, vielmehr sah er an den angegebenen Stellen Spuren von Mauersteinen und Ziegeln vor kurzem abgerissener Gebäude. Sämtliche befragten Personen äußerten, es habe nie Armenier in Nachitschewan gegeben. Schließlich wurde Sim festgenommen und des Landes verwiesen.
In Baku gab es 1920 drei armenische Kirchen. Die 1906 bis 1907 errichtete Sankt-Thaddäus-und-Bartholomäus-Kathedrale wurde im Rahmen der kirchenfeindlichen Politik unter Stalin in den 1930er Jahren zerstört, um der Musikakademie Baku Platz zu machen. Die aus dem 18. Jahrhundert stammende Kirche der Heiligen Muttergottes am Jungfrauenturm in der Bakuer Altstadt wurde ab 1984 nicht mehr genutzt und 1992 abgerissen. Die Kirche des Heiligen Gregor des Erleuchters wurde beim Pogrom in Baku 1990 in Brand gesetzt und 2004 renoviert, um als Archivgebäude der Abteilung für administrative Angelegenheiten der Präsidialverwaltung Aserbaidschans zu dienen.
|

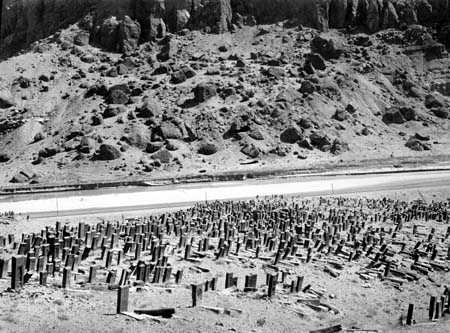
Der armenische Friedhof von Dschugha auf einem Foto von Aram Vruyr von 1915. Vor dem Arax Russland, hinter dem Arax Iran

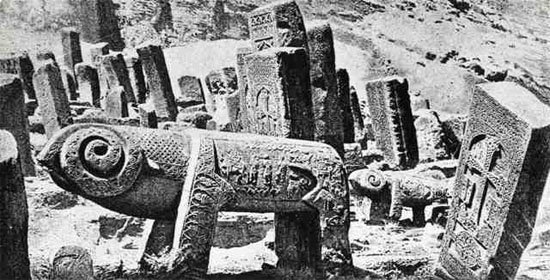
Der armenische Friedhof von Dschugha am Anfang des 20. Jahrhunderts.

Heute gibt es keine armenische Kirche mehr in Aserbaidschan, die als solche verwendet wird. Es gibt verschiedene Berichte über die gezielte Zerstörung des armenischen kulturellen Erbes in Aserbaidschan. Internationales Aufsehen erregte die gezielte endgültige Zerstörung des armenischen Friedhofs von Dschugha im Dezember 2005 durch aserbaidschanische Soldaten und die anschließende Einrichtung eines Schießplatzes auf dem eingeebneten Gelände, was zum Ärger der aserbaidschanischen Führung durch armenische Geistliche, unter ihnen der Täbriser Bischof Nshan Topouzian, vom iranischen Ufer über den Arax hinweg gefilmt wurde. Sowohl der Vertreter Nachitschewans in Baku, Hasan Zejnalow, als auch Präsident İlham Əliyev bezeichneten die dokumentierten Zerstörungen als „Lüge“. Zejnalow äußerte in einem Interview mit BBC im Dezember 2005, Armenier hätten nie in Nachitschewan gelebt, das vielmehr seit Menschengedenken aserbaidschanisches Land sei, und deshalb habe es dort auch niemals in der Geschichte armenische Denkmäler gegeben. In der offiziellen aserbaidschanischen Geschichtsschreibung wird behauptet, die Chatschkare in Aserbaidschan seien nicht armenischen, sondern „albanischen“ Ursprungs und die „Albaner“ seien direkte Vorfahren der Aserbaidschaner.

## Künstlerische Verarbeitung in Aserbaidschan und politische Reaktionen
Der beliebte aserbaidschanische Schriftsteller Akram Aylisli veröffentlichte im Dezember 2012 den Roman „Träume aus Stein“, in dem er sowohl die Pogrome in Sumgait und Baku als auch die Massaker an Armeniern in seinem nachitschewanischen Heimatdorf durch türkische Truppen 1918 und den Exodus der Armenier aus Nachitschewan thematisiert. Er hatte den Text zwar bereits 2006 geschrieben, doch sich bisher vor einer Veröffentlichung gescheut. Nachdem der verurteilte und bekennende Mörder Ramil Səfərov, der in Ungarn einen schlafenden armenischen Offizier mit einer Axt enthauptet hatte, in Baku als Nationalheld empfangen worden war, brachte er den Roman doch heraus. „Als ich diese irrsinnige Reaktion sah und noch dazu, wie man künstlich den Hass zwischen Armeniern und Aserbaidschanern in einer Weise anheizte, der jeglichen Rahmen sprengte, da entschloss ich mich, den Roman zu veröffentlichen.“ Die staatliche Belohnung dafür bestand allerdings darin, ihm auf Anordnung von Präsident İlham Əliyev sämtliche Auszeichnungen und die Pension zu entziehen und seine Werke aus den Spielplänen der Theater und den Lehrplänen der Schulen zu streichen.